# Kyle Hutton
Kyle Hutton (* 5. Februar 1991 in Cambuslang) ist ein schottischer Fußballspieler.

## Karriere
Kyle Hutton begann seine Karriere zunächst als Stürmer, bevor er zum defensiven Mittelfeldspieler umfunktioniert wurde. Im Juli 2009 kam Hutton zu den Glasgow Rangers, für die er ein Jahr später sein Profidebüt gegen den FC Kilmarnock in der Liga gab, nachdem er für James Beattie eingewechselt wurde. Bis zum Saisonende kam er in sechs weiteren Ligaspielen zum Einsatz, und konnte mit der Mannschaft um Spieler wie Allan McGregor, David Weir, Saša Papac, Lee McCulloch, Madjid Bougherra, Steven Davis, Kenny Miller, Kyle Lafferty, Steven Naismith, Steven Whittaker und Nikica Jelavić, die insgesamt 54. Schottische Meisterschaft der Rangers gewinnen. Hinzu kam ein Sieg im Ligapokalfinale gegen den Stadtrivalen Celtic Glasgow im Old Firm in dem Hutton von Teammanager Walter Smith eingewechselt wurde. In der folgenden Spielzeit 2012/12 wurde er jeweils verliehen; zunächst für drei Monate zu Partick Thistle in die First Division, und von Januar 2012 bis zum Saisonende zum Ligarivalen Dunfermline Athletic. Nach der Rückkehr zu den Rangers waren diese zuvor nach Beantragung eines Insolvenzverfahrens in die Third Division zwangsversetzt worden. In der Spielzeit 2012/13 konnte Hutton in 27 Ligaspielen 2 Tore erzielen und den ersten Aufstieg mit den Rangers in die Neugegründete League One erreichen. In der Saison 2013/14 folgte der nächste Aufstieg in die Championship, Hutton allerdings konnte bei diesem nur in 10 Ligaspielen mitwirken, da er sich im November 2013 das Bein gebrochen hatte. Im August 2015 wechselte Hutton von den Rangers zu Queen of the South. Bereits nach einer Saison wechselte Hutton zum FC St. Mirren. Im November 2016 wurde er für zwei Monate an den FC Airdrieonians verliehen.

## Nationalmannschaft
Kyle Hutton spielte von 2009 bis 2010 für die Junioren der schottischen U-19. Am 17. November gab er sein Debüt in der U-21 gegen Nordirland. Es sollte zugleich das letzte Länderspiel von Hutton für eine Schottische Nationalmannschaft sein. 

## Erfolge
mit den Glasgow Rangers:
- Schottischer Meister: 2011
- Schottischer Ligapokal: 2011
- Scottish Third Division: 2013
- Scottish League One: 2014